# 1977 en bande dessinée
| Années de la bande dessinée : 1974 - 1975 - 1976 - 1977 - 1978 - 1979 - 1980    |
| Décennies de la bande dessinée : 1940 - 1950 - 1960 - 1970 - 1980 - 1990 - 2000 |

Cet article présente les faits marquants de l'année 1977 en bande dessinée.

## Évènements
- 21 au 23 janvier : 4e Festival international de la bande dessinée d'Angoulême : Festival d'Angoulême 1977.
- Début dans Tintin des aventures de Thorgal, par Rosiński et Van Hamme.
- Léonard le génie (par Turk et de Groot) commence à torturer son disciple.
- décembre : Aux États-Unis, sortie de Cerebus no 1 (début de la saga mensuelle en 300 épisodes de Dave Sim), chez Aardvark-Vanaheim

## Nouveaux albums
Voir aussi : Albums de bande dessinée sortis en 1977

### Franco-Belge
| Sortie | Titre                                                                  | Scénariste      | Dessinateur     | Coloriste | Éditeur            |
| ------ | ---------------------------------------------------------------------- | --------------- | --------------- | --------- | ------------------ |
| ?      | Les Aventures extraordinaires d'Adèle Blanc-Sec Tome 3 : Le Savant fou | Tardi           | Tardi           |           | Casterman          |
| ?      | Blake et Mortimer T.10 : Les 3 Formules du professeur Satō             | Edgar P. Jacobs | Edgar P. Jacobs |           |                    |
| ?      | La Dame assise : Les Vieilles Putes                                    | Copi            | Copi            |           | Éditions du Square |

### Comics
| Sortie | Titre       | Scénariste | Dessinateur | Coloriste | Éditeur |
| ------ | ----------- | ---------- | ----------- | --------- | ------- |
| ?      | à compléter |            |             |           |         |
| ?      | …           |            |             |           |         |

### Mangas
| Sortie | Titre       | Scénariste | Dessinateur | Coloriste | Éditeur |
| ------ | ----------- | ---------- | ----------- | --------- | ------- |
| ?      | à compléter |            |             |           |         |
| ?      | …           |            |             |           |         |

## Naissances
- 20 janvier : Nicolas Delestret
- 7 février : Kalon
- 10 février : Sébastien Vastra, auteur de bande dessinée franco-belge
- 6 mars : Frédéric Blier
- 16 avril : David Aja, auteur de comics
- 23 avril : Lisa Mandel, auteure de bande dessinée française
- 26 avril : Michał Traczyk, chercheur polonais spécialisé en bande dessinée.
- 4 mai : Laurent Lefeuvre
- 11 juin : Simon Hureau
- 1er juillet : Leinil Francis Yu, auteur philippin de comics
- 4 juillet : David Petersen, auteur de comics
- 29 septembre : Jason Latour, auteur de comics
- 13 décembre : Norédine Allam, auteur de bande dessinée français
- 26 décembre : Dim. D
- 27 décembre : Olivier Dutto
- 30 décembre : Mélanie Karali, alias Mélaka, auteure de bande dessinée française.
- Naissances de Luc Brahy, Daphné Collignon, Sylvain Dorange, Katia Even, Fanny Montgermont, Adrien Floch, Thomas Labourot

## Décès
- 24 janvier : John Rosenberger
- 1er février : Edmond Hamilton, auteur de science-fiction et scénariste de comics
- 8 avril : Jean Cézard (Arthur le fantôme justicier)
- 6 juin : Joe Musial, auteur de comics
- 7 juillet : Roy Crane, auteur américain de comic strip
- 7 septembre : Alexis (Superdupont)
- 5 novembre : René Goscinny (Astérix)
- décembre : John Verpoorten, dessinateur de comics